# Linacephalus
Linacephalus är ett släkte av insekter. Linacephalus ingår i familjen dvärgstritar.
Kladogram enligt Catalogue of Life:
| Linacephalus | \| \| Linacephalus foveolatum \| \| \| \| \| \| Linacephalus michaelseni \| \| \| \| \| \| Linacephalus subreticulatus \| \| \| \| |
|              | \| \| Linacephalus foveolatum \| \| \| \| \| \| Linacephalus michaelseni \| \| \| \| \| \| Linacephalus subreticulatus \| \| \| \| |
|              | Linacephalus foveolatum |
|              | |
|              | Linacephalus michaelseni |
|              | |
|              | Linacephalus subreticulatus |
|              | |